# Thomas Shapcott
Thomas William Shapcott (Ipswich, Queensland, 1935. március 21. –) ausztrál író, költő.

## Pályája
1961-ben számviteli diplomát, majd 1967-ben a queenslandi egyetemen művészeti oklevelet szerzett. Eleinte zeneszerző akart lenni, később adókönyvelőként dolgozott 27 éven keresztül. Az adelaide-i egyetemen is tanított.

## Művei
- Time on fire (1961)
- Shabbytown calendar (1975)
- Selected poems 1956–76 (1978)
- The birthday gift (1982)
- Welcome (1983)
- White stag of exile (1984)

## Magyarul megjelent művei
- Száműzött fehér szarvas. Regény; ford., utószó Balabán Péter; Európa, Bp., 1988 (Modern könyvtár)
- Ausztrál horizont (versek); ford. Turczi István; Orpheusz–Hanga, Bp., 2004

## Fordítás
- Ez a szócikk részben vagy egészben  a   Thomas Shapcott című angol Wikipédia-szócikk fordításán alapul.  Az eredeti cikk szerkesztőit annak laptörténete sorolja fel. Ez a jelzés csupán a megfogalmazás eredetét és a szerzői jogokat jelzi, nem szolgál a cikkben szereplő információk forrásmegjelöléseként.